# Fibrobacteres-Acidobacteria
Fibrobacteres/Acidobacteria — надтип бактерій, що складається з двох невеликих типів: Acidobacteria і Fibrobacteres. Ці бактерії в ґрунтах відповідають за розпад залишків вищих організмів, а в організмах жвачних тварин — за розпад целюлози. Група визначена як монофілетична група у 1990-х роках, наприклад, рід Fibrobacter був відділений від Bacteroides в 1988 році.